# Armando Festa
Armando Festa (Napoli, 24 maggio 1973) è uno sceneggiatore e scrittore italiano.

## Biografia
Dopo aver conseguito la laurea in Scienze Politiche e un Master in Copywriting, si è trasferito a Roma, dove ha lavorato come copywriter per alcune agenzie pubblicitarie internazionali come Bates, Leo Burnett e Young&Rubicam. Successivamente ha collaborato, sempre come copywriter, per i broadcaster televisivi Fox Channels, Discovery Channel, Sky Italia e Rai. Nel 2017 scrive con Sydney Sibilia il cortometraggio "Io sì tu no", per la regia di Sydney Sibilia, con Greta Scarano e Lino Guanciale. Successivamente scrive, nuovamente con Sydney Sibilia, il film Mixed by Erry, candidato per la migliore sceneggiatura ai Nastri d'Argento 2023 e per la migliore sceneggiatura non originale ai David di Donatello 2024. Il 24 gennaio 2024 è uscito il suo primo romanzo "Mi chiamo Marcello Mastroianni (ma non sono lui)", pubblicato da Giunti Editore.

## Filmografia

### Sceneggiatore
- Io sì, tu no (cortometraggio, regia di Sydney Sibilia, 2017)
- In fila per due (regia di Bruno De Paola, 2023)
- Mixed by Erry (regia di Sydney Sibilia, 2023)
- The Garbage Man (regia di Alfonso Bergamo, 2023)
- 100 di questi anni (regia di  Michela Andreozzi, Massimiliano Bruno, Claudia Gerini, Edoardo Leo, Francesca Mazzoleni, Rocco Papaleo, Sydney Sibilia)

## Opere

### Romanzi
- Mi chiamo Marcello Mastroianni (ma non sono lui) (Giunti Editore)

## Riconoscimenti
- Nastro d'argento
- Candidatura alla migliore sceneggiatura per Mixed by Erry
- David di Donatello
- Candidatura alla migliore sceneggiatura non originale per Mixed by Erry